# الخادرة (ردمان)

تعديل مصدري - تعديل

الخادرة هي إحدى قرى عزلة الاغوال العلياء بمديرية ردمان التابعة لمحافظة البيضاء، بلغ تعداد سكانها 66 نسمة حسب تعداد اليمن لعام 2004.